# Jake Keough
Jake Keough, nacido el 18 de junio de 1987 en Sandwich (Massachusetts), es un ciclista estadounidense, miembro del equipo 5 Hour Energy.

## Palmarés
2008
- 1 etapa del International Cycling Classic

2009
- 3 etapas de la Vuelta a Uruguay

2010
- U.S. Air Force Classic

2011
- 1 etapa del Nature Valley Grand Prix

2012
- U.S. Air Force Classic
- 1 etapa de la Vuelta a Utah

2013
- 1 etapa de la Vuelta al Lago Qinghai
- 1 etapa de la Vuelta a Portugal